# Championnat d'Angleterre de football de deuxième division 1901-1902
Navigation
Édition précédente Édition suivante
La saison 1901-1902 est la dixième saison du championnat d'Angleterre de football de deuxième division. Les deux premiers du championnat obtiennent une place en première division, les trois derniers sont relégués uniquement s'ils n'obtiennent pas assez de voix dans la procédure de réélection.
West Bromwich Albion remporte la compétition et se voit promu en première division accompagné du vice-champion, Middlesbrough FC. Parmi les trois derniers, tous obtiennent assez de voix pour rester en deuxième division. Le meilleur buteur est Chippy Simmons avec 23 buts pour West Brom.

## Compétition
La victoire est à deux points, un match nul vaut un point.

### Classement
| Rang | Équipe                 | Pts | J  | G  | N  | P  | Bp | Bc | Diff |
| ---- | ---------------------- | --- | -- | -- | -- | -- | -- | -- | ---- |
| 1    | West Bromwich Albion R | 55  | 34 | 20 | 9  | 5  | 60 | 33 | +27  |
| 2    | Middlesbrough FC       | 51  | 34 | 23 | 5  | 6  | 90 | 24 | +66  |
| 3    | Preston North End R    | 42  | 34 | 18 | 6  | 10 | 71 | 32 | +39  |
| 4    | Woolwich Arsenal       | 42  | 34 | 18 | 6  | 10 | 50 | 26 | +24  |
| 5    | Lincoln City           | 41  | 34 | 14 | 13 | 7  | 45 | 35 | +10  |
| 6    | Bristol City P         | 40  | 34 | 17 | 6  | 11 | 52 | 35 | +17  |
| 7    | Doncaster Rovers P     | 34  | 34 | 13 | 8  | 13 | 49 | 58 | -9   |
| 8    | Glossop FC             | 32  | 34 | 10 | 12 | 12 | 36 | 40 | -4   |
| 9    | Burnley FC             | 30  | 34 | 10 | 10 | 14 | 41 | 45 | -4   |
| 10   | Burton United          | 30  | 34 | 11 | 8  | 15 | 46 | 54 | -8   |
| 11   | Barnsley FC            | 30  | 34 | 12 | 6  | 16 | 51 | 63 | -12  |
| 12   | Burslem Port Vale      | 29  | 34 | 10 | 9  | 15 | 43 | 59 | -16  |
| 13   | Blackpool FC           | 29  | 34 | 11 | 7  | 16 | 40 | 56 | -16  |
| 14   | Leicester Fosse        | 29  | 34 | 12 | 5  | 17 | 38 | 56 | -18  |
| 15   | Newton Heath           | 28  | 34 | 11 | 6  | 17 | 38 | 53 | -15  |
| 16   | Chesterfield FC        | 28  | 34 | 11 | 6  | 17 | 47 | 68 | -21  |
| 17   | Stockport County       | 23  | 34 | 8  | 7  | 19 | 36 | 72 | -36  |
| 18   | Gainsborough Trinity   | 19  | 34 | 4  | 11 | 19 | 30 | 80 | -50  |

|  | Vainqueur de la deuxième division et promotion en First Division |
|  | Promotion en First Division                                      |
|  | Réélection                                                       |